# حسن أمزيل
حسن أمزيل (بالفرنسية: Hassan Amzile)‏ (مواليد 5 يونيو 1988) هو ملاكم فرنسي، مثّل بلاده في الألعاب الأولمبية الصيفية 2016.

## روابط خارجية
حسن أمزيل على موقع بوكس ريك (الإنجليزية) (registration required)
- حسن أمزيل على موقع اللجنة الأولمبية الدولية (الإنجليزية)
- حسن أمزيل على موقع أوليمبيديا (الإنجليزية)
- حسن أمزيل على موقع اللجنة الأولمبية الفرنسية (مؤرشف) (الفرنسية)